# Глод (Селаж)
Глод (рум. Glod) — село у повіті Селаж в Румунії. Входить до складу комуни Гилгеу.
Село розташоване на відстані 369 км на північний захід від Бухареста, 47 км на схід від Залеу, 57 км на північ від Клуж-Напоки.

## Населення
За даними перепису населення 2002 року у селі проживали 477 осіб.
Національний склад населення села:
| Національність | Кількість осіб | Відсоток |
| -------------- | -------------- | -------- |
| румуни         | 444            | 93,1%    |
| цигани         | 24             | 5,0%     |
| угорці         | 9              | 1,9%     |

Рідною мовою назвали:
| Мова      | Кількість осіб | Відсоток |
| --------- | -------------- | -------- |
| румунська | 461            | 96,6%    |
| угорська  | 9              | 1,9%     |
| циганська | 7              | 1,5%     |